# Paese
Paese är en ort och kommun i provinsen Treviso i regionen Veneto i Italien. Kommunen hade 22 068 invånare (2018).